# Джон Ливелин
Джон Антъни Ливелин (на английски: John Anthony Llewellyn) e британски учен и астронавт на НАСА.

## Образование
Джон Ливелин е завършил колеж в родния си град през 1949 г. През 1955 г. става бакалавър по химия, през 1958 г. защитава докторат по същата специалност. Същата година заминава за Отава, Канада, където започва работа като консултант. През 1960 г. става асистент в университета на Флорида. През 1964 г. става професор по химия в същия университет.

## Служба в НАСА
Джон Ливелин е избран за астронавт от НАСА на 4 август 1967 г., Астронавтска група №6. Първоначално е включен в курс на обучение по управление на реактивен самолет. Отпада от летателната подготовка и напуска НАСА през септември 1968 г.

## След НАСА
След като напуска НАСА, Д. Ливелин прави забележителна научна кариера. Женен е за Валери Джоунс. Двамата имат три деца.